# Réserve écologique de la Forêt-la-Blanche
Die Réserve écologique de la Forêt-la-Blanche ist ein ökologisches Schutzgebiet im äußersten Süden der kanadischen Provinz Québec.

## Lage
Es wurde im Jahr 2003 auf einer Fläche von 20,52 km² eingerichtet und liegt in der MRC Papineau auf dem Gebiet der drei Gemeinden Mulgrave-et-Derry, Mayo und Saint-Sixte. Es liegt auf dem Gebiet der früheren Gemeinde Buckingham, die heute zur Ville de Gatineau gehört.

## Flora
Es schützt einen der letzten Überreste der ursprünglichen Wälder des Québecer Südens, wo sich auch einige der gefährdeten oder bedrohten Pflanzen der Provinz finden. Der gesamte Wald wurde bisher weder von Holzeinschlag noch von Feuer getroffen und bildet damit die vorkoloniale Situation der regionalen Wälder ab. Eine Zugangsberechtigung zum Schutzgebiet kann nur der Verein Les Amis de la Forêt La Blanche mit Sitz in Mayo ausstellen, der auch ein diesbezügliches Lehrprogramm anbietet.
Im Schutzgebiet finden sich dementsprechend Zucker-Ahorn-Wälder, die mit Buchen durchsetzt sind, aber auch mit Gelb-Birken und Linden, ebenso alte Bestände von Hemlock- oder Schierlingstannen (Tsuga) mit einer Art der Gattung Hopfenbuchen, der Virginischen Hopfenbuche (Ostrya virginiana (Mill.) K. Koch).
Unter den gefährdeten oder bedrohten Arten finden sich der Amerikanische Ginseng (Panax quinquefolius; franz.: ginseng américain oder ginseng à cinq folioles), Waldknoblauch (Allium tricoccum, franz.: Ail des bois), dann Carex backii und Carex platyphylla aus der Gattung der Seggen, Proserpinaca palustris aus der Familie der Tausendblattgewächse, Galearis spectabilis, eine Orchideenart, Ceratophyllum echinatum aus der Gattung Hornblatt.

## Fauna
Im Schutzgebiet lebt darüber hinaus eine große Zahl von Vögeln, darunter der hier als Paruline azurée bezeichnete Pappel-Waldsänger (Dendroica cerulea), der stark gefährdet ist. Hinzu kommen einige Reiherarten. Insgesamt wurden etwa 170 Vogelarten gezählt.